# Serguéi Savin
Serguéi Alexandrovich Savin (en ruso Сергей Александрович Савин, Oral, 7 de octubre de 1988) es un jugador profesional de voleibol ruso, juego de posición receptor/atacante. Ahora ha estado jugando para el equipo Lokomotiv Novosibirsk.

## Palmarés

### Clubes
Copa CEV:
- 2014[1]

Campeonato de Rusia:
- 2017[2]

### Selección nacional
Universiada:
- 2013[3]